# مليتش الكبيرة (مشرحات)
مليتش الكبيرة (بالفارسية: ملچ بزرگ) هي قرية تقع في إيران في قسم مشرحات الريفي. يقدر عدد سكانها بـ 108 نسمة بحسب إحصاء 2016.